# Calycorectes sellowianus
Calycorectes sellowianus es una especie de planta con flor en la familia Myrtaceae. 
Es endémica de Brasil. Es un árbol o arbolito, infrecuente en áreas remanentes de la mata Atlántica.
Está amenazada por pérdida de hábitat. 

## Descripción
Hojas pecioladas, submembranosas, ovadas-oblongas, acuminadas abruptas, bases cuneadas, discoloras, glabras, venación nítida, de 38 mm a 76 mm de ancho x 17 cm a 35 cm de largo; inflorescencia en umbelas, de largos peciolos, con 2-6-flores y 4-sépalos coriáceos, 4-pétalos.